# Operatore (informatica)
In informatica e programmazione, un operatore è un simbolo che specifica quale legge applicare a uno o più operandi, per generare un risultato.

## Tipi di operatori
Gli operatori possono essere classificati in base al numero di operandi che accettano, ovvero in base al numero di dati su cui lavorano:
- gli operatori unari lavorano su un singolo operando. Esempi di operatori unari sono quelli di incremento e decremento (vedi sezione seguente);
- gli operatori binari lavorano su due operandi: ne sono esempi gli operatori aritmetici e quelli di assegnamento;
- gli operatori ternari lavorano su tre operandi; uno dei rari esempi è l'operatore condizionale, usato in programmazione.

## Operatori comuni
In questa sezione verranno presentati alcuni esempi di tutti e tre i tipi di operatori. Su alcuni operatori (come quelli logici booleani) possono esistere differenze da computer a computer (o da linguaggio a linguaggio). Per ogni operatore vengono mostrati degli esempi.

### Operatori aritmetici
Gli operatori aritmetici sono + - * / % e lavorano su due operandi. Consentono di effettuare le operazioni aritmetiche fondamentali, ovvero rispettivamente addizione, sottrazione, moltiplicazione, divisione e modulo (resto della divisione).
- 6 + 3 vale 9
- 6 - 3 vale 3
- 6 * 3 vale 18
- 6 / 3 vale 2
- 6 % 3 vale 0

### Operatori di incremento e decremento
Gli operatori di incremento e decremento sono unari: essi rispettivamente aumentano o diminuiscono di uno l'unico operando che prendono. Di solito sono rappresentati con ++ e --.
- 6++ vale 7
- 6-- vale 5

### Operatori di assegnamento
Gli operatori di assegnamento sono binari e servono ad assegnare determinati valori a variabili. Le espressioni in cui compaiono assumono il valore dell'espressione a destra del segno. Se ne distinguono di semplici e composti. L'unico operatore di assegnamento semplice è =. Gli operatori di assegnamento composti assegnano un valore che viene calcolato nella stessa assegnazione per mezzo degli operatori aritmetici. Ne sono esempi += -= *= /=.
- a = 7 vale 7

### Operatori logici booleani
Gli operatori logici booleani lavorano su dati booleani, ovvero variabili che possono assumere solo i valori vero e falso. Servono a formulare condizioni composte; ne sono esempi AND e OR (binari) e NOT (unario).
- vero AND vero vale vero
- vero AND falso vale falso
- NOT vero vale falso

### Operatore condizionale
L'operatore condizionale è un operatore ternario che consente di valutare una condizione e in base a essa far acquisire un valore a un'espressione. La sintassi è condizione ? valoreSeVero : valoreSeFalso.
La condizione è un'espressione booleana i cui possibili valori sono vero e falso. Se condizione è vera, l'espressione acquisisce il valoreSeVero; altrimenti il valoreSeFalso.
- ( 6 % 2 == 0 ) ? 1 : 0 vale 1

### Operatoribitwise
Gli operatori bitwise (orientati ai bit) consentono di manipolare direttamente i bit di un valore. Tra essi distinguiamo quelli di scorrimento, che consentono di far scorrere i bit attraverso la sintassi valore >> indice di scorrimento o valore << indice di scorrimento; e quelli che effettuano confronti di tipo booleano, come AND, OR e NOT.

### Operatori di relazione
Gli operatori di relazione, sono quegli operatori che consentono di relazionare 2 operandi, per tanto sono di tipo binario.
Gli operatori in questione sono < (minore), <= (minore o uguale), >(maggiore), >=(maggiore o uguale), == (uguale di relazione, da non confondere con il semplice "=", che è un operatore di assegnazione), != (diverso).
Il risultato degli operatori di relazione è di tipo booleano, quindi TRUE (vero) o FALSE (falso).